# Servicio Nacional Integrado de Administración Aduanera y Tributaria
El Servicio Nacional Integrado de Administración Aduanera y Tributaria (SENIAT) es el órgano de ejecución de la administración tributaria nacional de Venezuela.

## Historia
Fue creado el 10 de agosto de 1994, durante el segundo gobierno de Rafael Caldera, con la fusión de Aduanas de Venezuela Servicio Autónomo (AVSA), creado el 21 de mayo de 1993, y el Servicio Nacional de Administración Tributaria (SENAT), creado el 23 de marzo de 1994. El proceso de fusión fue concebido como un proyecto de modernización, orientado hacia un gran servicio con objetivos de incrementar la recaudación, actualizar la estructura tributaria nacional y fomentar la cultura tributaria.
Durante el gobierno de Hugo Chávez pasó a denominarse Servicio Nacional Integrado de Administración Aduanera y Tributaria (SENIAT) y tenía por objetivos eliminar la evasión fiscal y generar una cultura tributaria, basado en el pago voluntario de las obligaciones. 

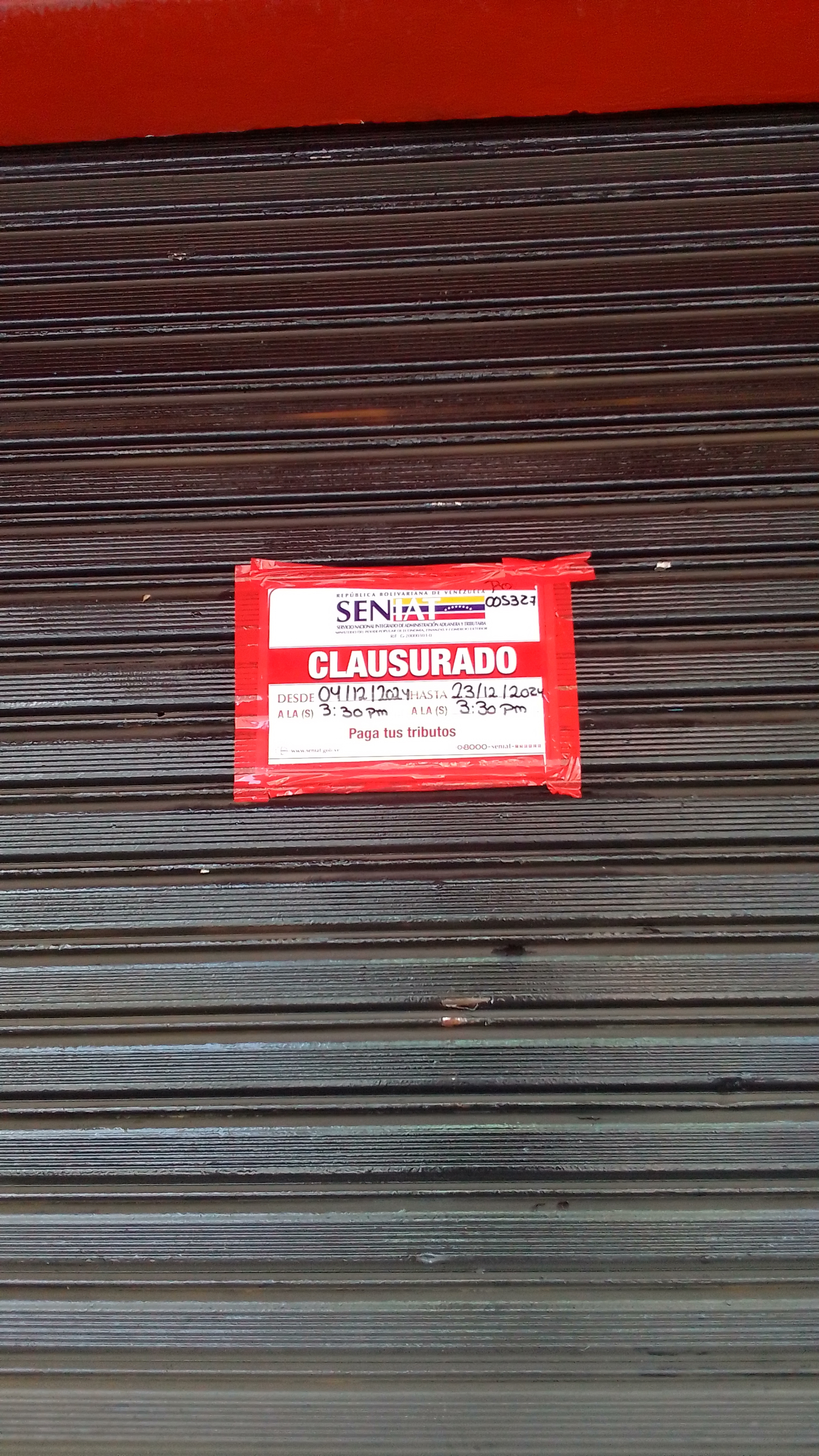
Comercio clausurado por el Seniat.

En su gobierno, se implementaron mejoras en la infraestructura y las aduanas. También se desarrollaron sistemas en línea que permitieron agilizar las gestiones. Sin embargo, han sido reportados escándalos de corrupción en dicho organismo involucrando a más de 400 trabajadores incluyendo al director general.
Para agosto de 2017 ya contaba con más de trece mil funcionarios en nómina y en julio de 2018, la recaudación fiscal alcanzó más de 409 billones 985 millardos de bolívares.